# Зандворт (трасса)
Кольцо Зандворт (англ. Circuit Zandvoort, нидерландское произношение: [sɪrˈkʋi ˈzɑntfoːrt]), ранее называвшееся Кольцо «Парк Зандворт» (англ. Circuit Park Zandvoort) — автогоночная трасса, расположенная неподалёку от города Зандворт в Голландии.

## История
В этих местах гонки стали проводить ещё до Второй мировой войны, самая известная из них прошла 3 июня 1939 года. Во время войны, в 1942 году, мэр города Ван Альфен предложил немецким оккупантам построить сеть дорог для улучшения транспортной структуры побережья и для проведения военных парадов.
После войны глава местного автоклуба Джон Хугенхольц, будущий директор «Зандворта» до 1974 года, пригласил известного тогда гонщика, победителя марафона «24 часа Ле-Мана» Сэмми Дэвиса, и тот разработал конфигурацию с учётом уже существовавших дорог и местных ландшафтов. В итоге трасса открылась 7 августа 1948 года, в этот же день прошёл Гран-при Зандворта, который выиграл Принц Бира на Maserati.
С 1952 по 1985 год (с перерывами) здесь прошло 30 Гран-при Формулы-1, в которых четыре раза выиграл Джим Кларк, и по три раза выигрывали Ники Лауда и Джеки Стюарт.
Трасса известна своим первым, профилированным поворотом «Тарзанбохт» (названным так в честь местного крестьянина, который предоставил свою землю строителям автодрома, но взамен пожелал, чтобы его имя было увековечено на трассе), предоставляющим широкие возможности для обгона, а также множеством быстрых S-образных виражей.
За всю свою историю автодром унёс несколько жизней — в 1957 году в местной гонке погиб Вим Герлах, позже его именем назовут поворот. На Гран-при Нидерландов Формулы-1 в 1970 разбился Пирс Каридж, в 1973 погиб Роджер Уильямсон, а в 1968 в столкновении с Клеем Регаццони погиб Крис Ламберт в Panoramabocht во время гонки Формулы-2. Всего же к 1980 году в Зандворте погибло 7 гонщиков и два зрителя.
После 1985 года гонки Формулы-1 на трассе не проводились. К тому же, созрел план реконструкции трассы, согласно которому её протяжённость должна была быть уменьшена с 4,2 км почти до 3 км, а старые участки предлагалось застроить жилыми домами. Но компания, желавшая осуществить эту затею, обанкротилась. Городские власти создали новую, куда вошёл и сын Хугенхольца — директора «Зандворта». За 6 лет — с 1995 по 2001 — были перестроены паддок и главная зрительская трибуна, построен новый участок, но первая часть кольца Гран-при оставлена почти без изменений, включая и поворот «Тарзанбохт».
По традиции автодром используется для проведения этапов ДТМ вместе с сериями поддержки (в том числе Ф3). Трасса открывала сезон 2006—2007 гонок А1. Также на ней проводится престижная внезачетная гонка Ф3 BP Ultimate Masters (c 1991 по 2005 носила название F3 Marlboro Masters).
Ввиду жалоб местных жителей на высокий уровень шума использование трассы постепенно ограничивалось.
В феврале 2016 Ханс Эрнст, владевший трассой на протяжении 27 лет, продал её Chapman Andretti (учреждена членом королевской семьи, принцем Бернардом Оранским-Нассау, и Менно де Йонгом). Принц считал, что вполне возможно будет вернуть на «Зандворт» этап Формулы-1.
14 мая 2019 было объявлено, что с 2020 года «Зандворт» снова примет Гран-при Формулы-1. Трассу планировалось незначительно изменить для соответствия новым требованиям безопасности FIA.

## Конфигурации
| Версия     | Схема                                                              | Длина (м) | Гран-при «Формулы-1»            | Рекорд круга в квалификации                      |
| Версия     | Схема                                                              | Длина (м) | Гран-при «Формулы-1»            | Рекорд круга в гонке                             |
| ---------- | ------------------------------------------------------------------ | --------- | ------------------------------- | ------------------------------------------------ |
| 1948–1972  |                                                                    | 4 195     | 21 (1948–1953, 1955, 1958–1971) | 1:17,42 (Жаки Икс, Ferrari 312B2, 1971)          |
| 1948–1972  | 1:19,23 (Жаки Икс, Ferrari 312B, 1970)                             | 4 195     | 21 (1948–1953, 1955, 1958–1971) |                                                  |
| 1973–1978  |                                                                    | 4 226     | 6 (1973–1978)                   | 1:16,36 (Марио Андретти, Lotus 79, 1978)         |
| 1973–1978  | 1:19,57 (Ники Лауда, Brabham BT46, 1978)                           | 4 226     | 6 (1973–1978)                   |                                                  |
| 1979       |                                                                    | 4 226     | 1 (1979)                        | 1:15,461 (Рене Арну, Renault RS10, 1979)         |
| 1979       | 1:19,438 (Жиль Вильнёв, Ferrari 312T4, 1979)                       | 4 226     | 1 (1979)                        |                                                  |
| 1980–1988  |                                                                    | 4 252     | 6 (1980–1985)                   | 1:11,074 (Нельсон Пике, Brabham BT54, 1985)      |
| 1980–1988  | 1:16,538 (Ален Прост, McLaren MP4/2B, 1985)                        | 4 252     | 6 (1980–1985)                   |                                                  |
| 1989–1998  |                                                                    | 2 526     | 0                               |                                                  |
| 1989–1998  |                                                                    | 2 526     | 0                               |                                                  |
| 1999–2019  |                                                                    | 4 307     | 0                               |                                                  |
| 1999–2019  |                                                                    | 4 307     | 0                               |                                                  |
| 2020–н.в.  |                                                                    | 4 259     | 4 (с 2021)                      | 1:08,885 (Макс Ферстаппен, Red Bull RB16B, 2021) |
| 2020–н.в.  | 1:11,097 (Льюис Хэмилтон, Mercedes-AMG F1 W12 E Performance, 2021) | 4 259     | 4 (с 2021)                      |                                                  |
| Источники: |                                                                    |           |                                 |                                                  |

## Победители Гран-при Нидерландов на трассе Зандворт
| Год  | №  | Пилот               | Конструктор      | Отчёт |
| ---- | -- | ------------------- | ---------------- | ----- |
| 1952 | 3  | Альберто Аскари     | Ferrari          | Отчёт |
| 1953 | 4  | Альберто Аскари     | Ferrari          | Отчёт |
| 1955 | 5  | Хуан Мануэль Фанхио | Mercedes-Benz    | Отчёт |
| 1958 | 6  | Стирлинг Мосс       | Vanwall          | Отчёт |
| 1959 | 7  | Йоаким Бонниер      | BRM              | Отчёт |
| 1960 | 8  | Джек Брэбем         | Cooper           | Отчёт |
| 1961 | 9  | Вольфганг фон Трипс | Ferrari          | Отчёт |
| 1962 | 10 | Грэм Хилл           | BRM              | Отчёт |
| 1963 | 11 | Джим Кларк          | Lotus            | Отчёт |
| 1964 | 12 | Джим Кларк          | Lotus            | Отчёт |
| 1965 | 13 | Джим Кларк          | Lotus            | Отчёт |
| 1966 | 14 | Джек Брэбем         | Brabham          | Отчёт |
| 1967 | 15 | Джим Кларк          | Lotus            | Отчёт |
| 1968 | 16 | Джек Стюарт         | Matra            | Отчёт |
| 1969 | 17 | Джек Стюарт         | Matra            | Отчёт |
| 1970 | 18 | Йохен Риндт         | Lotus            | Отчёт |
| 1971 | 19 | Жаки Икс            | Ferrari          | Отчёт |
| 1973 | 20 | Джек Стюарт         | Tyrrell          | Отчёт |
| 1974 | 21 | Ники Лауда          | Ferrari          | Отчёт |
| 1975 | 22 | Джеймс Хант         | Hesketh          | Отчёт |
| 1976 | 23 | Джеймс Хант         | McLaren          | Отчёт |
| 1977 | 24 | Ники Лауда          | Ferrari          | Отчёт |
| 1978 | 25 | Марио Андретти      | Lotus            | Отчёт |
| 1979 | 26 | Ален Джонс          | Williams         | Отчёт |
| 1980 | 27 | Нельсон Пике        | Brabham          | Отчёт |
| 1981 | 28 | Ален Прост          | Renault          | Отчёт |
| 1982 | 29 | Дидье Пирони        | Ferrari          | Отчёт |
| 1983 | 30 | Рене Арну           | Ferrari          | Отчёт |
| 1984 | 31 | Ален Прост          | McLaren          | Отчёт |
| 1985 | 32 | Ники Лауда          | McLaren          | Отчёт |
| 2021 | 33 | Макс Ферстаппен     | Red Bull         | Отчёт |
| 2022 | 34 | Макс Ферстаппен     | Red Bull         | Отчёт |
| 2023 | 35 | Макс Ферстаппен     | Red Bull         | Отчёт |
| 2024 | 36 | Ландо Норрис        | McLaren-Mercedes | Отчёт |